# Шульц, Андреас
Андреас Шульц (нем. Andreas Schulz; род. 5 октября 1951, Фрайталь, Саксония) — немецкий гребец, выступавший за сборную ГДР по академической гребле в 1970-х годах. Серебряный призёр летних Олимпийских игр в Монреале, чемпион мира, победитель и призёр многих регат национального значения.

## Биография
Андреас Шульц родился 5 октября 1951 года в городе Фрайталь, ГДР. Проходил подготовку в Дрездене в местном спортивном клубе «Айнхайт Дрезден» под руководством тренера Ханса Экштайна.
Первого серьёзного успеха на взрослом международном уровне добился в сезоне 1974 года, когда вошёл в основной состав восточногерманской национальной сборной и выступил на чемпионате мира в Люцерне, где одержал победу в распашных рулевых четвёрках.
В 1975 году побывал на мировом первенстве в Ноттингеме, откуда привёз награду серебряного достоинства, выигранную в четвёрках — уступил в финале команде из Советского Союза.
Благодаря череде удачных выступлений удостоился права защищать честь страны на летних Олимпийских играх 1976 года в Монреале — в составе экипажа, куда также вошли гребцы Рюдигер Кунце, Улльрих Диснер, Вальтер Диснер и рулевой Йоханнес Томас, занял второе место в рулевых четвёрках, пропустив вперёд только команду из СССР, и тем самым завоевал серебряную олимпийскую медаль.
За выдающиеся спортивные достижения дважды награждался орденом «За заслуги перед Отечеством» в бронзе (1974, 1976).